# Algèria
|  | Per a altres significats, vegeu «(1213) Algeria». |

Algèria (àrab: الجزائر, al-Jazàïr, IPA: [ælʤæˈzæːʔir]; amazic: ⴷⵥⴰⵢⴻⵔ, [Dzayr], [ˈdzæjər]), oficialment República Democràtica Popular d'Algèria (àrab: الجمهورية الجزائرية الديمقراطية الشعبية, al-Jumhūriyya al-Jazāʾiriyya ad-Dīmuqrāṭiyya ax-Xaʿbiyya), és un estat del nord d'Àfrica. És l'estat més gran del continent i de la riba mediterrània, així com el desè estat més gran del món en termes de superfície. Limita, al nord, precisament, amb la mar Mediterrània, a l'est amb Tunísia i Líbia, a l'oest amb el Marroc i el Sàhara Occidental i al sud amb la part sahariana de Mauritània, Mali i el Níger. La capital n'és Alger i les ciutats principals són Orà, Constantina i Annaba. Hi ha serralades importants que divideixen el país entre la zona costanera i el desert del Sàhara.
Algèria és membre de les Nacions Unides, de la Unió Africana, de la Lliga Àrab i de l'OPEP. També va contribuir a la creació de la Unió del Magrib Àrab. Constitucionalment, Algèria es defineix com un estat àrab i amazic.

## Història

### Prehistòria i història antiga
Les restes humanes més antigues trobades a l'actual Algèria són les del jaciment d'Aïn El Ahnech, datades de fa 1,8 milions d'anys. Posteriorment, hi apareixen diferents cultures paleolítiques fins que el Neolític s'hi introdueix amb la cultura capsiana, testimoniada des del 6800 aC i considerada antecessora dels actuals amazics. Sota la influència i, en algunes èpoques, la dominació de Cartago, es va formar al nord el regne de Numídia. Al 200 aC, van passar a formar part de l'Imperi Romà.

### La islamització d'Algèria
La caiguda de Roma després de la invasió dels vàndals, i la inestabilitat durant el període romà d'Orient, van comportar la reconstitució d'alguns dels principats amazics, que es van resistir a l'ocupació dels omeies musulmans entre els anys 670 i 708.
Els personatges més coneguts d'aquest conflicte van ser el rei cristià Kosayla, que va vèncer Sidi Ocba ibn Nafaa l'any 689, a prop de Biskra, i la reina guerrera Dihya, anomenada la Kàhina, que, al capdavant dels amazics, va infligir, en la Batalla de Meskiana de 693, una severa derrota al cos expedicionari de l'emir Hassan Ibn a Noman, que van retirar-se fins a Trípoli.
Després de la conquesta musulmana, els ciutadans del territori van adoptar la religió islàmica (per rebre protecció contra els atacs dels nòmades) i, progressivament, van adquirir la llengua àrab. El mestissatge lingüístic i el contacte entre l'amazic, el fenici, el llatí, l'àrab, el castellà, el turc i el francès va donar lloc a l'àrab algerià (i a l'àrab magrebí en general) que ha evolucionat fins a l'actualitat, així com la llengua amaziga.
Quant a la immigració àrab a l'Àfrica del nord, va ser de poca importància excepte en les dues regions exteriors d'Algèria, Kairuan i Tànger. Una gran part de la població de llengua àrab és d'origen amazic, ja que la contribució demogràfica àrab hi va ser limitada.
La primera part de la conquesta musulmana de la península ibèrica va ser conduïda per un contingent amazic compost gairebé tot per conversos, entre ells el cap Tàriq ibn Ziyad, que va donar el seu nom al penyal de Gibraltar («Djebel Tariq»).
A començaments del segle viii, davant de la dominació omeia de tot el Magrib, diverses tribus amazigues van començar a unir-se entorn d'Abu Qurra i es van rebel·lar contra l'ocupació àrab. La seva lluita va continuar sota diverses dinasties kharis amazigues en un conflicte que va durar prop d'un segle.
Al segle x, Ubayd Allah al-Mahdi va fundar la dinastia fatimí a la baixa Cabília. Els fatimites van establir la seva autoritat a l'Àfrica del nord entre el 909 i el 1171 i van fundar un califat dissident dels abbàssides de Bagdad.
Aquest regne va estar marcat per nombroses revoltes del kharigisme, especialment la d'Abu Yazid encapçalant les tribus amazigues en el 944, i que va infligir la més severa victòria contra l'armada fatimita, debilitada i vulnerable, i prengué la ciutat de Kairuan. La revolta va ser vençuda per Ziri ibn Manad, al capdavant de les tribus Sanhadjes, que va rebre el lloc de governador del Magrib central per haver salvar l'imperi. El seu fill, Bologhine ibn Ziri, va heretar el control d'Ifríqiya el 972 i els zírides hi van regnar uns dos segles.
A partir del 1048, en temps d'Ibn Khaldun, algunes tribus àrabs hilalianes del sud van emigrar a l'Àfrica del nord i van ser enviats pel poder fatimita per reprimir els zirides i hamadites. En onades successives, van envair algunes grans ciutats, que van saquejar i destruir. A Algèria, aquestes tribus del sud es van aliar amb algunes tribus locals. Aquests dos regnes, pròspers en aquell temps, es van empobrir enormement a causa d'aquestes incursions. Els zirites van canviar la seva capital de Kairuan a Mahdia, i els hamadites, d'Al-Quala a Bugia.
Algèria estava llavors sota el control dels almoràvits en una petita regió de l'oest, sota els hamadites al centre, i sota els zirites a l'est. El 1152, una nova dinastia amaziga musulmana, els almohades, va vèncer definitivament els poders regnants. Estaven dirigits per Muhammad Ibn Tumart, el seu cap espiritual, a qui succeeix Abd En-mumin. Els almohades van formar un dels imperis més poderosos de la Mediterrània, i unificaren el Magrib i Al-Àndalus fins al 1269. A través de les grans ciutats del litoral (Bugia, Annaba, Alger…), es van obrir a l'occident cristià amb què van mantenir estrets intercanvis comercials.
La caiguda dels almohades va marcar un gir en les relacions amb els països cristians del nord, que s'organitzaren per a la conquesta mentre que el mite de la invencibilitat musulmana s'esfondrà. Al Magrib, s'imposen unes dinasties zenetes, com els Merinides de Fes en l'actual Marroc, i els Abdelwadides de Tilimsen en l'Algèria actual. Els Hafsides aconsegueixen Tunísia i l'est d'Algèria. Aquestes dinasties van ser pròsperes en el segle xiii i XIV, però van patir la pressió de l'apogeu d'Espanya i Portugal cap a la fi del segle xv. Debilitat, llavors, per lluites internes per a l'accés al tron, l'Imperi almohade va veure'n minvat el poder i els seus dominis es van descompondre progressivament.
Arran de la victòria definitiva de les tropes dels Reis Catòlics el 1492, una part de la població d'Al-Àndalus és obligada a fugir de la península Ibèrica. Si bé els mudèjars ja havien començat a emigrar al final del segle xv, l'emigració cap al Magrib s'intensifica a partir de la Pragmàtica del 1502 que els obligava a convertir-se al catolicisme, però sobretot a partir de la seva expulsió completa el 1609. Els moriscs es van refugiar majoritàriament tant al Marroc com a Algèria, països que desconeixien per complet.

### Domini otomà
Vegeu: Llista de governants d'Algèria
Durant 300 anys, des del començament del segle xvi, Algèria va ser una província de l'Imperi Otomà sota una regència que tenia Alger com la seva capital (vegeu Dey). Durant aquest període, el modern estat algerià va començar a emergir com un territori diferent entre Tunísia i el Marroc. Algèria i els seus voltants, coneguts col·lectivament com a Barbaria, van ser bases per a la pirateria del mar Mediterrani, així com per a l'esclavitud dels cristians.

### Història moderna
El 9 de juny del 1830, França va envair el país, seguint els dictats de l'imperialisme de l'època. De nou, la resistència hi va ser molt dura. Els francesos van reprimir amb brutalitat els líders locals, que clamaven contra una dominació estrangera i, a més, no musulmana. Molts francesos van traslladar-se al país africà i es van establir a les millors terres de conreu. El règim imposat discriminava els nadius en el terreny social, econòmic i polític.
El Front d'Alliberament Nacional d'Algèria va començar una guerra de guerrilles per aconseguir la independència, la Guerra d'Independència d'Algèria; va proclamar Ferhat Abbas president del Govern Provisional de la República Algeriana, i el 3 de juliol del 1962 Algèria va aconseguir la independència.

### Història d'ençà la independència
El 1962, va començar un període de relativa estabilitat sota un govern simpatitzant del socialisme. Fins al 1988, no es va permetre la legalització d'altres partits polítics diferents al que exercia el poder.
El 1991, el Front Islàmic de Salvació (FIS), un moviment fonamentalista, va guanyar la primera volta d'unes eleccions. Es va declarar l'estat d'emergència per impedir que arribés al govern, fet que va acabar en una violenta guerra civil. Les massacres generalitzades no van acabar fins a la pau i la consegüent realització d'eleccions el 1997, on va ser escollit l'actual dirigent: Abdelaziz Bouteflika. La Cabília continua sent un focus d'agitació a causa de la discriminació de la cultura amaziga, majoritària en aquesta regió.
A les eleccions presidencials algerianes de 2019, Abdelmadjid Tebboune va ser escollit en primera volta, sent reelegit a les eleccions presidencials algerianes de 2024.

### Altres partits
- Rassemblement pour la culture et la démocratie

## Geografia

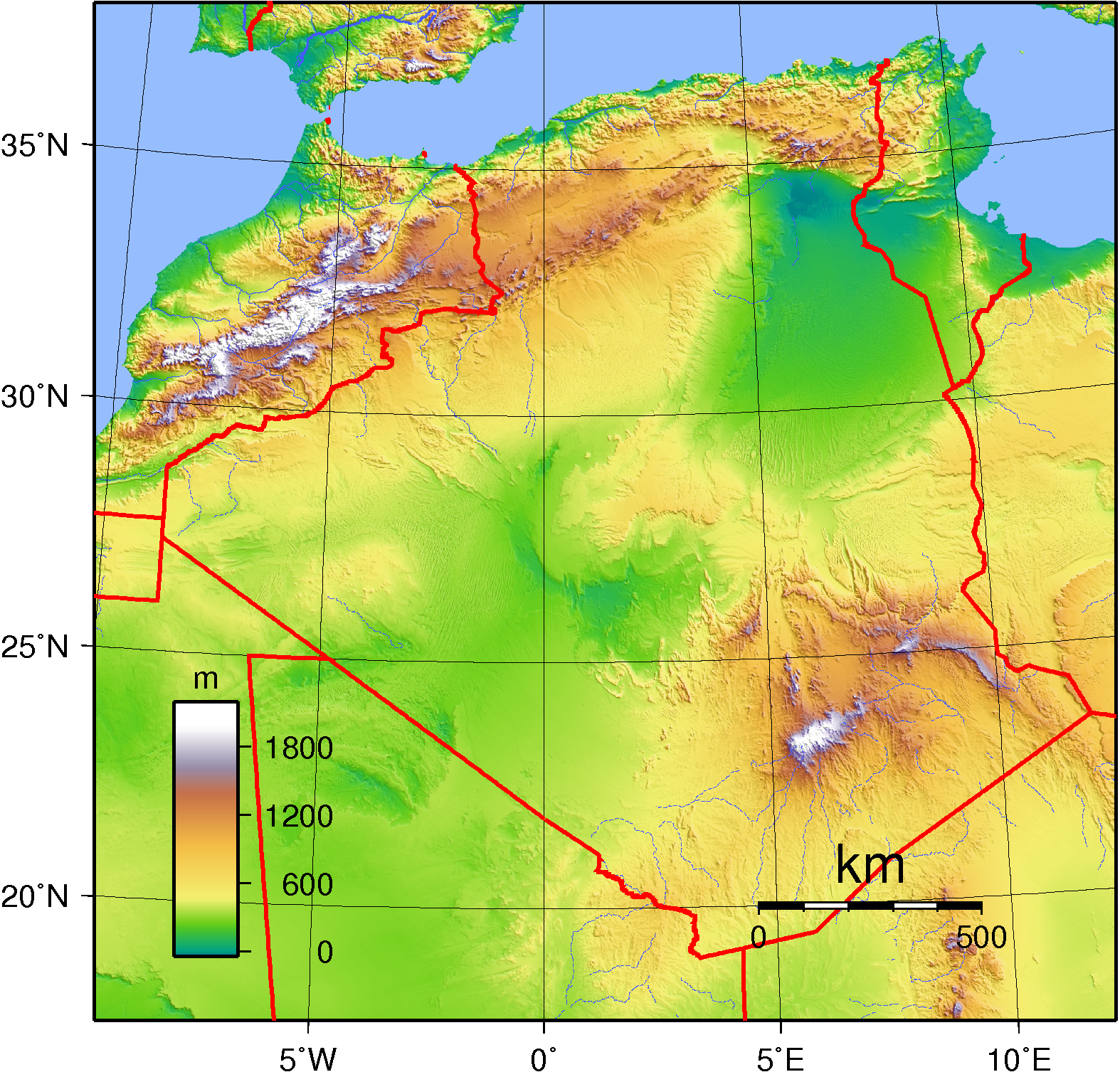
Mapa topogràfic d'Algèria.

Algèria té un total de 6.343 quilòmetres de fronteres amb els següents estats: Líbia (982 quilòmetres), Mali (1.376 quilòmetres), Mauritània (463 quilòmetres), Marroc (1.559 quilòmetres), Níger (956 quilòmetres), Tunísia (965 quilòmetres) i Sàhara Occidental (42 quilòmetres).
La part septentrional d'Algèria és un gran altiplà allargat, en el qual es formen nombroses depressions, limitades pels alts vorells muntanyosos al nord i al sud. Les muntanyes de l'Atles s'estenen al nord del país i estan formades per dues serralades de plegament: la septentrional, anomenada Atles del Tell, i la meridional, anomenada Atles saharià. Entre ambdues, queda l'altiplà o altiplà interior. Al sud de l'Atles saharià, comença el desert del Sàhara, que ocupa la major part del país i presenta un relleu molt variat, per la presència d'antigues muntanyes molt treballades per l'erosió eòlica. Des del litoral a l'interior cal distingir: les petites planes costaneres, molt reduïdes per la proximitat de les muntanyes a la Mediterrània, entre les quals destaquen la Mitidja (Alger), la vall del baix Chéliff, i les conques d'Oran, Skikda i Annaba; el Tell; els altiplans, amb les seves depressions, cobertes en part per llacs salats; l'Atles saharià, i la zona desèrtica. Els rius algerians conserven un cabal gairebé regular únicament al nord muntanyós i, a l'estiu, pateixen un fort estiatge. Molts rius de l'interior no arriben a desembocar al mar, sinó que desguassen a les depressions del terreny, on formen marjals i llacunes salobres en evaporar-se. Cap riu d'Algèria no és navegable, ni tan sols els de la zona septentrional, la secció inferior dels quals és coberta de fang. Tanmateix, s'usen per a la irrigació. El principal riu d'Algèria és el Chéliff, al nord.

### Divisió administrativa
Algèria es divideix actualment en 48 wilayes (províncies), 553 daries (comtats) i 1541 baladiyahs (municipis). La capital i la ciutat més gran de cada wilaya, daira i baladiyah algerianes tenen sempre el mateix nom que la wilaya, daira o baladiyah on està situada. De la mateixa manera, s'aplica per a la daira més gran del wilayat o la baladiyah més gran de la daira.
Segons la constitució algeriana, un wilayat és una "col·lectivitat territorial" que gaudeix de certa llibertat econòmica. La APW o L'Assemblée Populaire Wilayale (Parlament Popular de Wilayale), és l'entitat política que regula una província. Un "vali" (prefecte) dirigeix cada província. Aquesta persona, l'elegeix el president d'Algèria per manejar les decisions de la APW.
L'APW té també un president, que és elegit pels membres de l'assemblea.
Les divisions administratives han canviat diverses vegades des de la independència de la nació. En afegir nous wilayes, la numeració de velles províncies s'ha mantingut, d'aquí l'ordre no alfabètic. Amb la seva ordenació numèrica oficial, (des del 1983) es llisten actualment així:

Províncies d'Algèria

| 1 Província d'Adrar 2 Província d'Ain Defla 3 Província d'Aïn Témouchent 4 Província d'Alger 5 Província d'Annaba 6 Província de Batna (Batna) 7 Província de Bechar 8 Província de Bugia 9 Província de Biskra 10 Província de Blida 11 Província de Bordj Bou Arreridj 12 Província de Bouira | 13 Província de Boumerdès 14 Província de Chlef (Ténès) 15 Província de Constantina 16 Província de Djelfa 17 Província d'El Bayadh 18 Província d'El Oued 19 Província d'El Tarf 20 Província de Ghardaïa 21 Província de Guelma 22 Província d'Illizi 23 Província de Jijel 24 Província de Khenchela | 25 Província de Laghouat 26 Província de Mascara 27 Província de Medea 28 Província de Mila 29 Província de Mostaganem 30 Província de M'Sila 31 Província de Naama 32 Província d'Orà 33 Província d'Ouargla 34 Província d'Oum el Bouaghi 35 Província de Relizane 36 Província de Saïda | 37 Província de Setif 38 Província de Sidi Bel Abbes 39 Província de Skikda 40 Província de Souk Ahras 41 Província de Tamanghasset 42 Província de Tebessa 43 Província de Tiaret 44 Província de Tinduf 45 Província de Tipaza 46 Província de Tissemsilt 47 Província de Tizi Ouzou 48 Província de Tlemcen |

## Ecologia
Gran part d'Algèria està ocupada pel Sàhara, dividit segons la WWF en quatre ecoregions de desert: l'estepa del Sàhara septentrional al sud de l'Atles, el desert del Sàhara a la meitat sud del país, la zona muntanyosa xeròfila del Sàhara Occidental al massís d'Ahaggar, l'altiplà del Tassili n'Ajjer, al sud-est, i l'estepa i sabana arbrada del Sàhara meridional a l'extrem sud. Al nord del país, el bioma dominant és el bosc mediterrani, amb el bosc mediterrani nord-africà al nord i l'estepa arbustiva mediterrània al sud, així com un enclavament de bosc sec mediterrani d'acàcies i argànies a l'extrem oest. La diversitat d'Algèria es completa amb el bosc muntanyós nord-africà de coníferes a les muntanyes de l'Atles i el salobrar del Sàhara en diverses zones humides disperses.

## Llengües
La llengua oficial és l'àrab estàndard i, de 2002 ençà, l'amazic també és llengua nacional. A Algèria, hi ha un total de 18 llengües, totes vives en l'actualitat.
- Llengua de signes algeriana: influïda per la llengua de signes que es fa servir a Oujda, al nord del Marroc.
- Llengües àrabigues
  - Àrab estàndard. Poc usat per la població i desconegut per alguns.
  - Àrab algerià: és la varietat d'àrab dialectal amb més parlants a Algèria, 20.400.000.
  - Àrab hassania: 150.000 parlants a Algèria.
  - Àrab saharià algerià: parlat a la frontera amb Marroc, a les muntanyes de l'Atles, al nord-est de Medea, al sud-est de Righ Wadi, i a la serralada de Tademait, incloent-hi la ciutat de Tamanrasset.
- Llengües amazigues
  - Cabil: 2.537.000 parlants a Algèria. Parlat sobretot a la zona de la Cabília occidental. També és anomenat tamazight.
  - Tachawit: 1.400.000 parlants a Algèria. Parlat al sud i sud-est de la Gran Cabília, a les muntanyes Aurès.
  - Chenoua: 4.764 parlants a Algèria. Als pobles de Cherchell, Hamadia, Gouraya, Damous, Oued Damous, Larhat, Marceau, Sidi Amar, Nador (Algèria), Tipaza, Sidi Mousa, Ain tagourit.
  - Llengües Mzab-Wargla:
    - Tagargrent: 5.000 parlants a Algèria. Es parla al sud de Constantina, a prop de Mzab. Els seus principals centres són Ouargla i N'Goussa. Els haratí (esclaus dels ouargli) parlen el tarayit, un possible dialecte del tagargrent.
    - Gurara: 40.000 parlants a Algèria. Llengua aïllada, al voltant de Timimoun, proper a la regió Touat i al sud-oest de Mzab.
    - Tumzabt: 70.000 parlants a Algèria. Es parla a la regió de Mzab, a set oasis. La seva zona principal és Ghardaia.
    - Temacine Tamazight: 6.000 parlants a Algèria. Es parla a prop de Tamacine, Tamelhat, Ghomra i Megarine.
    - Tidikelt: 9.000 parlants a Algèria. Es parla a la zona al voltant de Salah i Tit, al sud d'Algèria.

  - Taixelhit: parlat al sud d'Algèria, a prop de la frontera amb el Marroc, entorn de Tabelbala.
  - Llengües tuareg:
    - Tamahaq o tahaggart: 25.000 parlants a Algèria. Es parla a Hoggar, Ghat, l'àrea de la muntanyosa àrea al sud de Tamanghasset, a prop de la frontera amb el Níger.
    - Kidal Tamasheq.

  - Tamazight de l'Atles central: parlat a l'àrea muntanyosa de l'Algèria occidental, i a les valls de Taza, a prop de la frontera marroquina.
  - Tarifit: parlat a la costa, a la zona entre Alteria i Arzew.
- Llengües songhai:
  - Korandje: parlat a la regió de l'oasi Tabelbala.
  - Tadaksahak: 1.800 parlants a Algèria.
- Francès: 110.600 parlants a Algèria.

## Economia
Els seus principals recursos són: el petroli, el gas, el ferro, el zinc, la plata, el coure i els fosfats. Un 25% de la població activa es dedica a l'agricultura i la pesca. L'economia va créixer un 6% l'any 2005. La taxa d'atur és del 17,1% (2005).
Els combustibles fòssils són la principal font d'ingressos d'Algèria, i representen aproximadament un 60% de les rendes de l'estat, un 30% del PIB, i un 98% dels ingressos de l'exportació en 2006. En la classificació dels països amb més reserves de petroli, ocupa la posició número 14, emmagatzemant uns 11.800 milions de barrils de cru, però es considera que la quantitat actual de les reserves és fins i tot superior. L'Administració d'Informació de l'Energia dels Estats Units va informar que, el 2007, Algèria tenia unes reserves provades de 161,7 bilions de peus cúbics de gas natural, el vuitè país del món amb més reserves d'aquest combustible.
Els indicadors econòmics i financers van millorar a mitjans dels anys 1990, a causa, en part, de les reformes polítiques recolzades pel Fons Monetari Internacional, i una renegociació del deute extern amb el Club de París. L'economia d'Algèria es va beneficiar el 2000 i el 2001 amb l'increment que va patir el preu del cru, i de l'ajustada política fiscal duta a terme pel govern, i donà com a resultat un gran increment dels beneficis en el comerç, rècords elevats en els intercanvis comercials i una reducció del deute. Tanmateix, els continus esforços del govern per diversificar l'economia, atreure les inversions, i augmentar el nivell de vida de la ciutadania van tenir poc d'èxit. El 2001, el govern va signar un tractat d'associació amb la Unió Europea que li suposaria menors tarifes i que permetria augmentar el comerç. El març del 2006, Rússia va acceptar perdonar 4.740 milions de dòlars nord-americans de deute de l'època soviètica durant una visita del president Vladímir Putin al país, la primera que realitzava un líder rus en mig segle. En compensació, el president algerià Bouteflika va accedir a comprar avions de combat russos, defenses antiaèries i altres armes per valor de 7.500 milions de dòlars, segons l'agència russa Rosoboronexport.
Algèria, el 2006, va decidir pagar el deute que tenia amb el Club de París abans del temps estipulat, i que ascendia a vuit mil milions de dòlars. Això va reduir el deute extern d'Algèria a valors per sota de cinc mil milions de dòlars a la fi de l'any.

### Agricultura
Des de temps dels romans, Algèria ha destacat per la seva fertilitat del sòl, encara que tan sols el 9,4% de la població treballa en l'agricultura.
A mitjans del segle xix, es van conrear grans quantitats de cotó coincidint amb la Guerra Civil Americana, però la seva indústria va patir un retrocés. A principi del segle xx, es van fer esforços per reprendre el cultiu d'aquesta planta, i una petita quantitat de cotó es cultiva encara als oasis del sud. Es produeixen grans quantitats d'una fibra vegetal feta de les fulles de la palmera nana. Altres cultius importants són les oliveres i el tabac.
Per al cultiu de cereals s'empren més de 30.000 km². La zona del Tel és la de major extensió de cultiu de cereals. Durant l'època d'ocupació francesa, la seva productivitat es va veure incrementada substancialment gràcies als pous artesians. Els principals cereals hi són el blat, l'ordi i la civada. S'exporten una gran varietat de fruites i verdures, especialment cítrics, i també figues, dàtils, fibra d'espart i suro. Algèria és el major mercat d'Àfrica d'avena sativa.

## Demografia

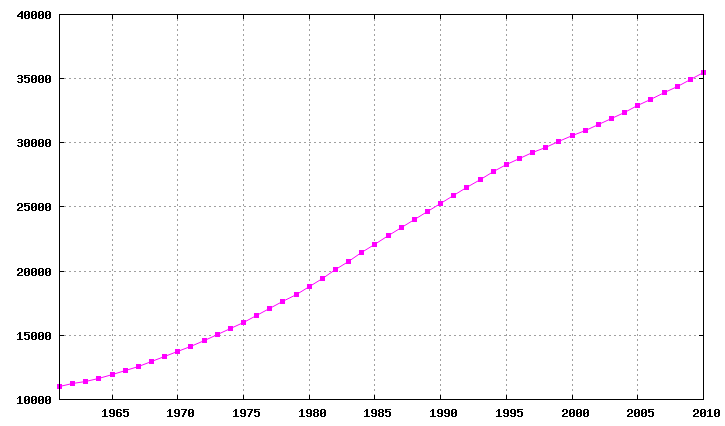
Creixement de la població des de 1961 (en milers d'habitants).

## Religió
El 99% de la població és musulmana, amb majoria sunnita, i uns pocs seguidors de l'ibadisme, 350.000 protestants, 35.000 catòlics i uns 500 jueus, principalment a Alger, la resta de la gran població jueva anterior a la creació d'Israel que va fugir o va ser expulsada després de la independència.

## Turisme

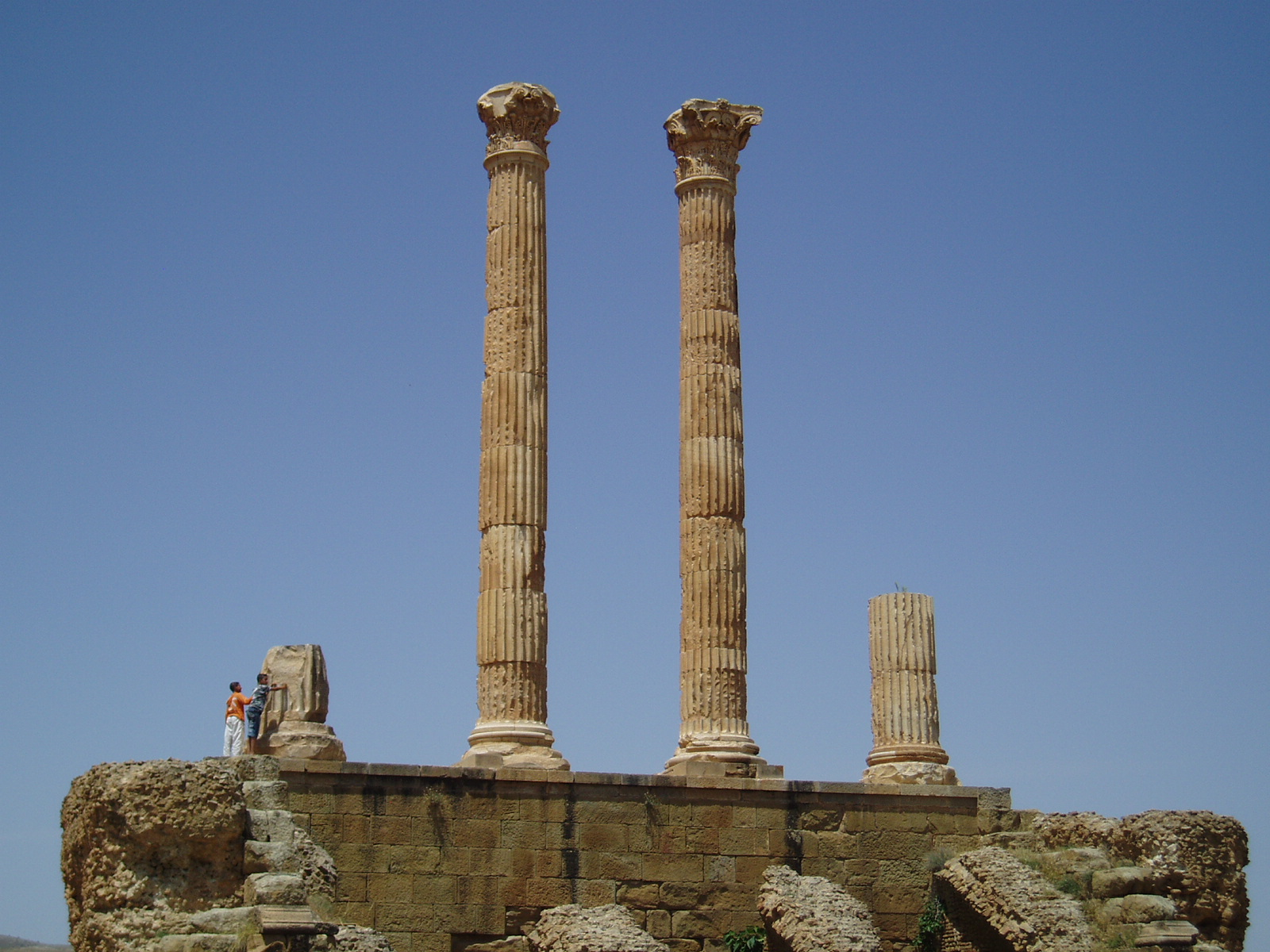
Ruïnes romanes de Timgad, nomenades Patrimoni de la Humanitat per la Unesco.

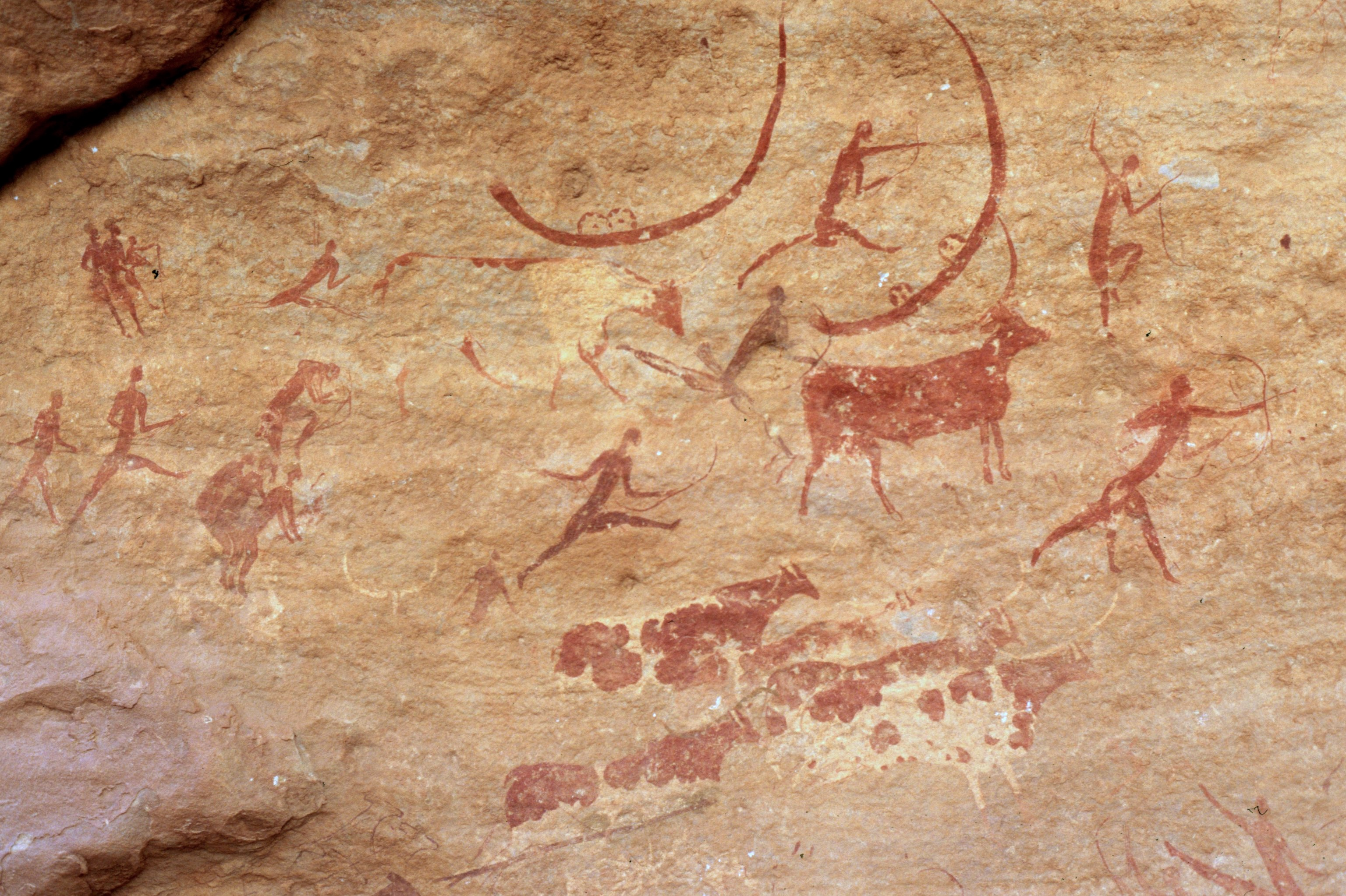
Pintures rupestres de Tassili n'Ajjer, Patrimoni de la Humanitat des de 1982.

Algèria és un país que pot ser visitat en qualsevol època de l'any, per a gaudir de les seues platges en estiu o de les muntanyes nevades de la Cabília en hivern. Alguns dels llocs més importants per a ser visitats són els deserts; aquest país en té el més gran del món.
Malgrat que és un dels estats més moderns d'Àfrica, no té una forta visita turística, ja que des de fa 14 anys el grup terrorista Al-Qaida hi és una amenaça. No obstant això, l'any 1999, el president algerià va intentar negociar amb aquests grups i va aconseguir disminuir les seves accions terroristes. Avui en dia, encara es mantenen actius uns petits grups, que se situen cap al sud del país. L'actual president va proposar eliminar-los a la darreria de l'any 2007. Tanmateix, l'11 d'abril del 2007 van reaparèixer els atemptats. El govern algerià va anunciar que s'uniria al govern marroquí per combatre aquests grups. Addicionalment, compten amb l'ajut dels Estats Units i de la Unió Europea.
El president compta amb l'ajut de l'ONU, dels tuaregs (militars del desert algerià) i les forces armades algerianes. Les ciutats desèrtiques que no pateixen l'amenaça de la violència són les que estan al nord de Djanet. Algunes de les més turístiques són les següents: Adrar, In Amenas, Tindouf, El Oued, Ghardaia, El goleja i Biskra. També destaquen les ciutats desèrtiques més modernes de Hassi Messaoud.

## Gastronomia

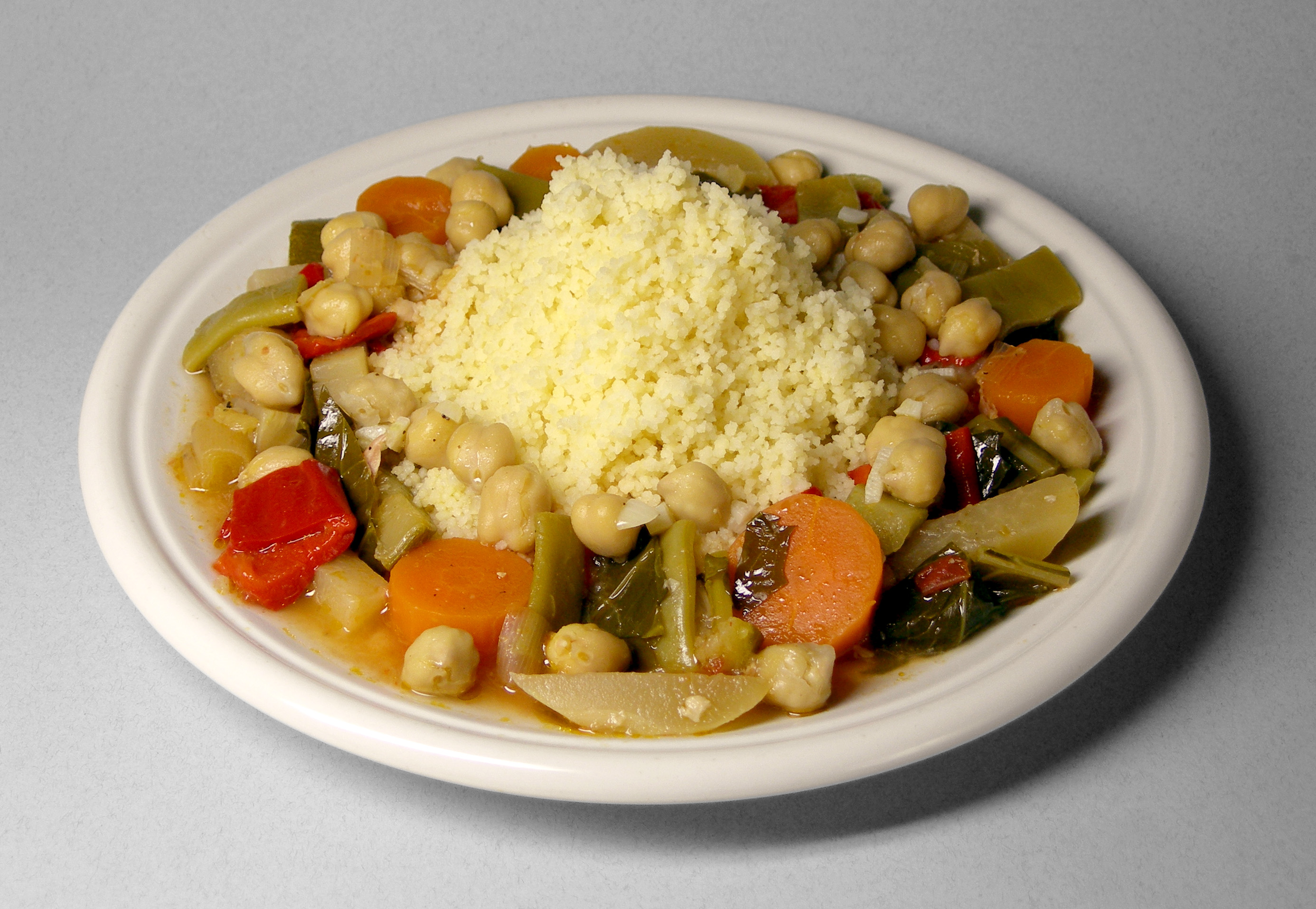
Plat de cuscús algerià.

La gastronomia algeriana és d'una gran riquesa i diversitat. Està lligada als productes de la terra i ofereix diferents plats segons el lloc i l'estació.
La cuina algeriana és una cuina mediterrània, amb ingredients molt similars als de la península Ibèrica. Encara que algunes de les preparacions siguin diferents, hi ha plats comuns que són fàcils de reconèixer.
Entre els plats algerians més coneguts, cal mencionar el cuscús, la chorba (sopa de xai, amb tomàquet i fideus), la chekhechoukha (guisat de trossos de coca, carn, verdures i cigrons), el berkoukes (cuscús de grans gruixuts amb llegums i carn), el mthewem, la chtitha, el mderbel, la dolma i el brik o bourek (com una coca fina), entre d'altres. Entre postres i pastissos, hi ha els baghrir, khfaf, tcharek, dziriette, knidelette, kalb ellouz o harissa, zlabia (dolç fregit i banyat en xarop), aarayech, makroude, ghroubiya, mghergchette, etc.
El merguez, una salsitxa picant de xai, és originari de l'Algèria.

## Paratges i monuments d'Algèria

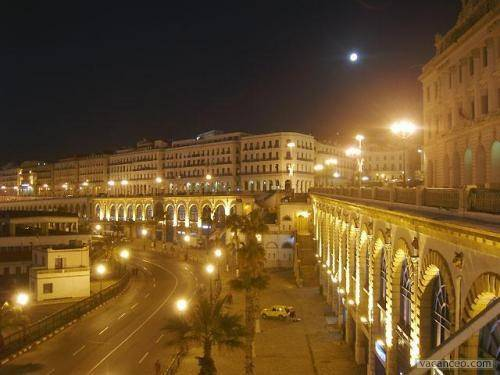
El carrer de Zighout Youcef a Alger (nord)
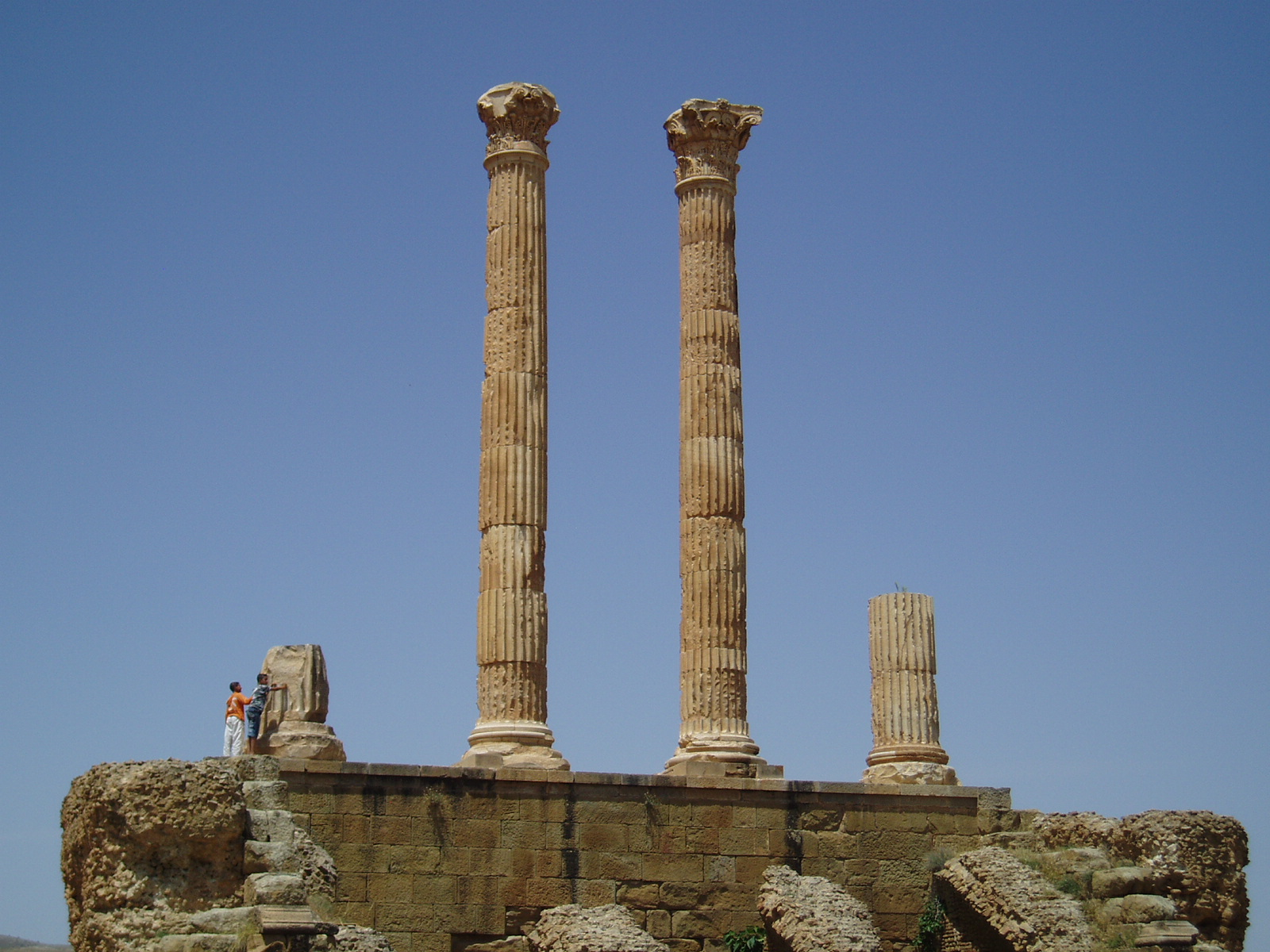
Les ruïnes romanes de Timgad (nord-est).

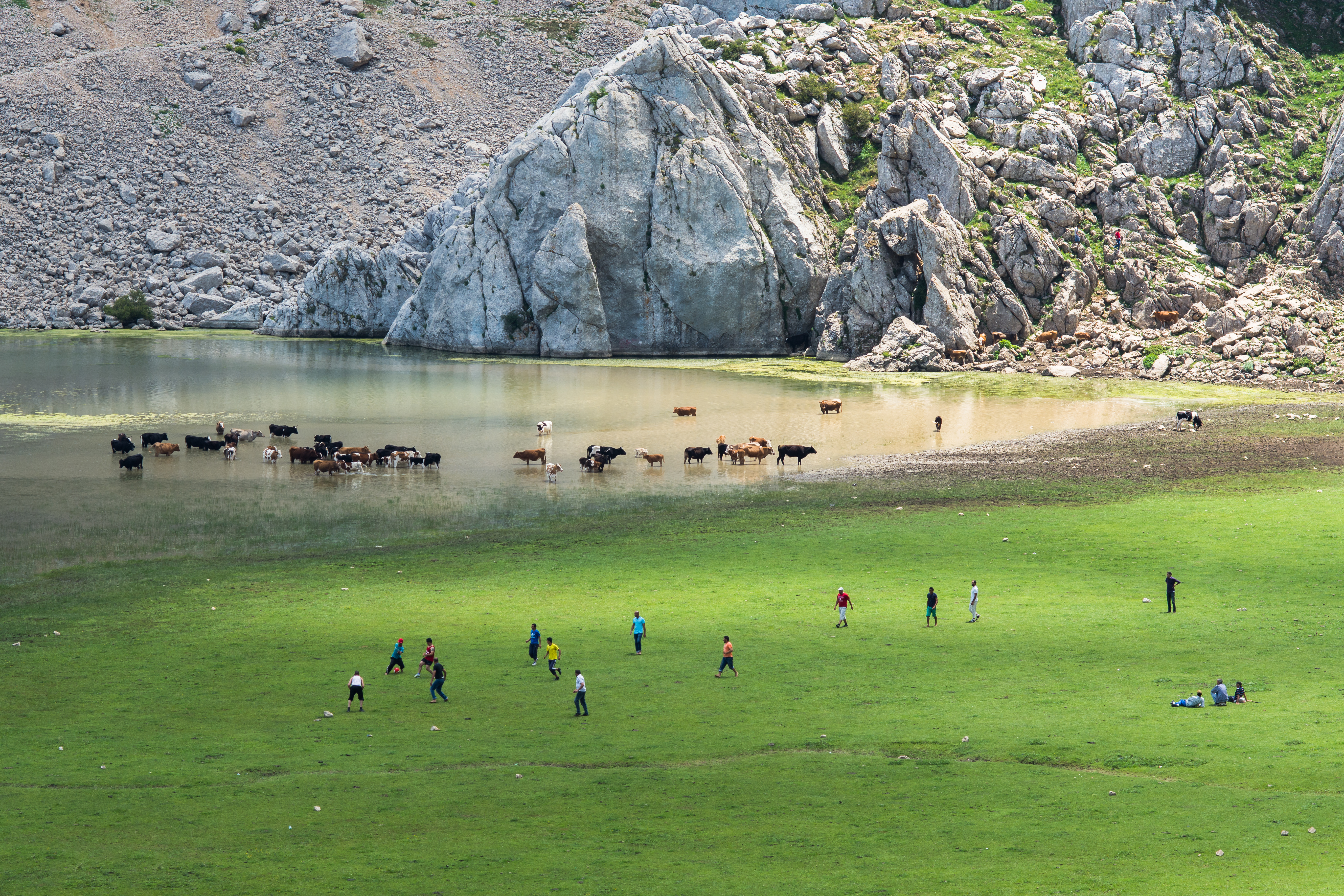
The Aguelmim Lake, Tikjda, Algeria